# Мері Пікфорд
Гледіс Мері Сміт, відома як Ме́рі Пі́кфорд (англ. Mary Pickford; 8 квітня 1892 — 29 травня 1979) — американська акторка театру та кіно, продюсерка, режисерка та сценаристка ірландського походження. Виконавиця ролей підліток у мелодраматичних та трагікомічних фільмах. Організаторка власної фірми «Пікфорд філм корпорейшен» (1916 рік), співвласниця фірми «Юнайтед Артістс» (1919), одна з організаторів Фонду допомоги літнім кінопрацівникам. Авторка книги мемуарів «Сонячне світло та тінь» (1955 рік).

## Життєпис
Гледіс Мері Сміт народилася у Торонто (Канада) в родині бідних емігрантів з Ірландії. Її батько був корабельним кухарем, він помер, коли Гледіс було 4 роки. Тоді мати — Шарлотта Сміт — влаштувалася до мандрівного театру. Поступово Гледіс також почала брати участь у театральних постановках.
У 1905 році юна, але досвідчена провінційна акторка запрошена до найкращого американського театру того часу, до відомого антрепренера, режисера й драматурга Девіда Беласко. Тут вона отримала головні ролі, грала на Бродвеї, в Чикаго і Бостоні. Гледіс Мері Сміт узяла псевдонім «Мері Пікфорд» (так звали її бабусю). Того ж часу вона вперше взяла участь у зйомках фільму «Дорога долі» (1910 рік) у режисера Д. Гріффіта. Робота над картиною проходила на кіностудії «Байограф». Для участі в кіно Пікфорд вимушена була пересилити себе задля додаткового заробітку (того часу для акторів театру участь у кіно вважалося принизливою).
Поступово Мері Пікфорд вподобала роботу у фільмах. Вона вдосконалила свою майстерність. У кінофільмах Пікфорд здебільшого грала дівчат-підліток та юнок. Спочатку на «Байографі» Пікфорд заробляла 75 доларів на тиждень. У 1910 році підписала контракт з «Індпендент моушн пікчерз» (засновником компанії був Карл Лемл) на 125 доларів на тиждень.
У 1912 році Пікфорд повернулася до театру Д. Беласко, де продовжила виконувати головні ролі. У 1914 ж році на запрошення засновника «Парамаунт корпорейшен» Адольфа Цукора Мері Пікфорд назавжди перейшла до кіно, де почався видатний етап її кар'єри. У її контракті чітко було окреслено амплуа акторки — дівчина-підліток. Її гонорар — 500 доларів на тиждень. Вона багато знімалась у фільмах, слава її росла не тільки у США, а й у Європі, особливо у Великій Британії.
У 1916 році Мері Пікфорд заснувала власну кінокомпанію — «Пікфорд філм корпорейшен». У 1917 році вона стала найдорожчою акторкою (отримувала 1 млн доларів на рік) та займала 1 місце серед американських акторів (другим був Чарлі Чаплін). А у 1919 році спільно з Чапліном, Д. Гриффітом та Дугласом Фербенксом співзаснувала фірму «United Artists».
У 1923—1924 Пікфорд виконувала «дорослі» ролі, але вони не мали успіху. 1929 року Пікфорд знялась у звуковому фільмі «Кокетка», за який отримала премію «Оскар».
Після завершення акторської кар'єри Пікфорд активно займалася продюсуванням, кінобізнесом, брала участь у радіопередачах, створила Фонд допомоги літнім працівникам кіно. У 1955 році написала книгу мемуарів «Сонячне світло і тінь».

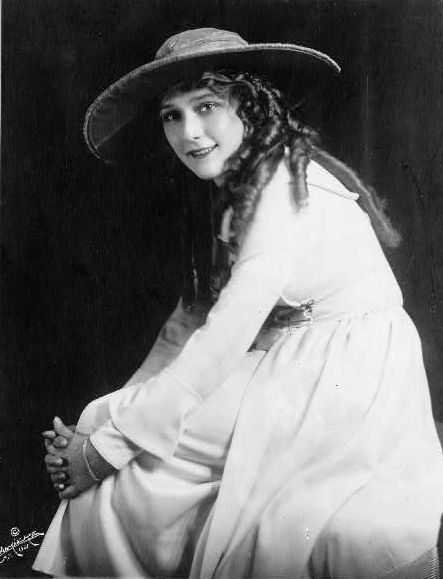
Мері Пікфорд, 1921

### Особисте життя
7 січня 1911 року 18-річна Пікфорд одружилася з Оуеном Муром, актором ірландського походження, в дуеті з яким часто знімалася. Мати Пікфорд багато років мала значний вплив на неї й негативно ставилась до Мура, тому деякий час подружжя приховувало від неї стосунки. Шлюб швидко розпався через алкоголізм чоловіка і його неприйняття популярності Пікфорд. Вони жили окремо з 1914 року, після чого Пікфорд зав'язала стосунки з Дугласом Фербенксом, що виступав на Бродвеї і незабаром став настільки ж знаменитим у кіно, як і вона.
Деякий час вони приховували свій зв'язок від оточення: Фербенкс був одружений, тож Пікфорд остерігалася скандалу, що міг зіпсувати її бездоганну репутацію. Однак вони з'являлися разом на публіці під час благодійних турів 1918 року. 2 березня 1920 Пікфорд розлучилася з Муром, і в пресі стали з'являтися чутки про її можливий шлюб з Фербенксом. Акторка заявила про безпідставність чуток, але 28 березня 1920 одружилася з Фербенксом, що розлучився в листопаді 1919 року. Церемонія пройшла в закритому колі — не були запрошені навіть їхні близькі друзі, включаючи Чарлі Чапліна, а свідками виступили зведений брат нареченого Джон Фербенкс і акторка Марджорі Доу. 19 травня 1920 пара вирушила на пароплаві Royal George в Європу і провела там все літо. Восени 1920, незабаром після повернення до США, Пікфорд була побічно залучена в скандал, коли 10 вересня дружина її брата Джека, акторка Олів Томас, померла у Франції, випадково випивши розчин сулеми (якою її чоловік намагався вилікуватися від хронічного сифілісу).
Після медового місяця зоряна пара оселилися у величезному маєтку Фербенкса неподалік від Лос-Анджелеса, названому від злиття їхніх імен — Пікфер. Протягом 20-х років Пікфорд і Фербенкс становили найвідомішу подружню пару Голлівуду. На проведених в їх маєтку прийомах збирався цвіт артистичної, політичної та інтелектуальної спільнот тих років. У 1927 році вони стали першими акторами, які залишили відбитки своїх долонь на цементній плиті перед входом в кінотеатр Grauman's Chinese Theatre. Слава супроводжувала акторів по всьому світу.
Однак через щільність знімального графіку подружжя проводило разом небагато часу. Крім цього, Фербенкс любив подорожувати, і з 1930 року їздив сам. На початку 1930-х він завів роман з британською акторкою Сільвією Ешлі, що підвів риску під їх шлюбом. Вони стали жити окремо і розлучилися 10 січня 1936 року. 
Пікфорд недовго залишалася сама. 24 червня 1937 вона одружилася з актором і джазменом Чарльзом Роджерсом (партнером у фільмі 1927 «Моя кохана дівчина»). Проте коли в 1939 році помер Фернбекс, вона глибоко переживала втрату. У 1943 і 1944 роках Пікфорд і Роджерс усиновили дітей Рональда Чарльза і Роксанну. Вони прожили разом понад 40 років до смерті акторки в 1979 році.

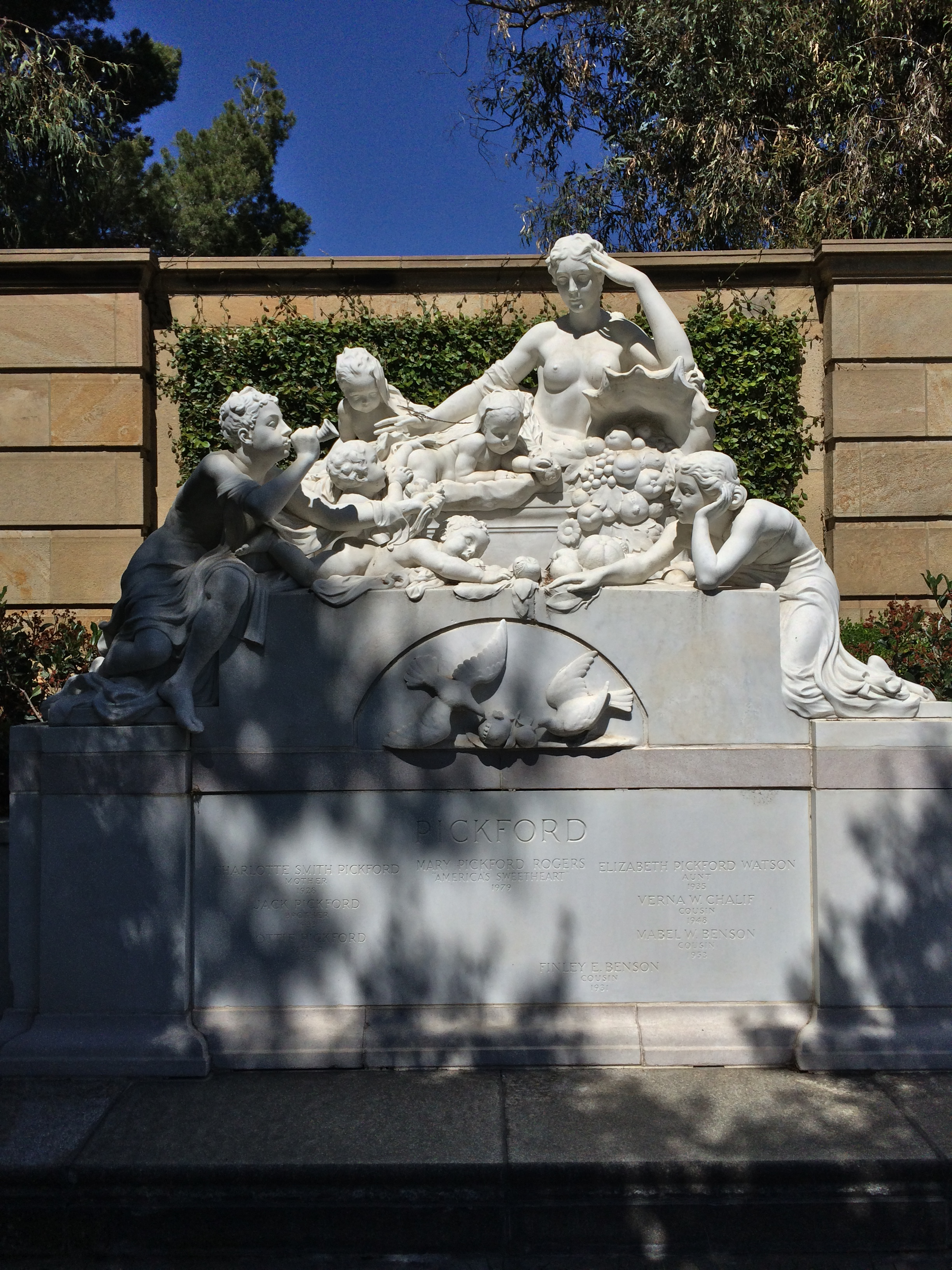
Могила Мері Пікфорд на цвинтарі в Каліфорнії

### Останні роки
Пікфорд довгий час зберігала в Голлівуді впливовий статус навіть після завершення кар'єри. У 1940-х роках вона займалася продюсуванням фільмів, випустивши, серед інших, драму «Спи, любов моя» (1948) з Клодет Кольбер і комедію «Щаслива любов» (1949) з братами Маркс. 
Однак за кілька років вона втратила всіх близьких родичів. У 1928 році померла її мати, в 1933 — брат Джек, в 1936 — сестра Лотті. Розставання з Фербенксом теж сприяло розвитку депресії, і в акторки розвинувся алкоголізм. Її усиновлені діти, подорослішавши, рано пішли з дому. Згодом Пікфорд стала вести дуже відокремлене життя і рідко покидала Пікфер, дозволяючи відвідувати себе тільки Ліліан Гіш, своєму пасинкові Дугласу Фербенксу-молодшому і деяким близьким друзям. У середині 1960-х років вона спілкувалася із зовнішнім світом по телефону, не виходячи зі спальні. 
У 1976 році Пікфорд нагороджена почесним «Оскаром» за внесок в розвиток кінематографу, і знімальна група, спрямована в Пікфер, зафіксувала короткий подячний виступ акторки.
Незадовго до смерті Пікфорд звернулася до уряду Канади з проханням відновити її громадянство, яке було втрачене після шлюбу з Фербенксом, американським громадянином. Канада задовольнила прохання знаменитої співвітчизниці, й так чином у неї з'явилося подвійне громадянство. 
Мері Пікфорд померла від крововиливу в мозок 29 травня 1979 року у віці 87 років. Похована на цвинтарі меморіального парку Форест-Лаун в Каліфорнії на тій же ділянці, де її мати, брат і сестра.

### Пікфорд і Україна
Влітку 1926 року Пікфорд і Фербенкс побували в СРСР, де потім вийшла книга «Вони у нас. Мері Пікфорд і Дуглас Фербенкс в СРСР». Також в 1927 році вийшов фільм Сергія Комарова «Поцілунок Мері Пікфорд». Саме його виробництво було курйозом: документальні кадри із хроніки перебування акторів в Україні (зокрема епізод, де Пікфорд поцілувала одного з шанувальників) були змонтовані з відзнятим вже після їхнього від'їзду матеріалом. У результаті вийшла комедія про простого хлопця Гога, якому не щастить у коханні, але після поцілунку зірки жінки починають звертати на нього увагу. Пікфорд дізналася про існування цього фільму тільки наприкінці життя.

## Фільмографія
- 1909 — Самотня вілла / The Lonely Villa
- 1910 — Дорога долі
- 1910 — Норовлива Пеггі / Wilful Peggy
- 1910 — Все через молоко / All on Account of the Milk — молода жінка
- 1910 — Їх перше непорозуміння / Their First Misunderstanding
- 1914 — Добре чортенятко / A Good Little Devil — Джульєтта
- 1914 — Тесс з країни буревіїв / Tess of the Storm Country
- 1917 — Бідна маленька багачка / The Poor Little Rich Girl — Гвендолін
- 1917 — Маленька американка / The Little American — Анжела Мур
- 1917 — Ребека з ферми Саннібрук / Rebecca of Sunnybrook Farm — Ребекка Ренделл
- 1917 — Маленька принцеса / The Little Princess — Сара Крю
- 1919 — Довгоногий батечко / Daddy-Long-Legs — Джеруша (Джуді) Еббот
- 1919 — Серце гір / The Heart o'the Hills — Мевіс Хоун
- 1920 — Полліанна / Pollyanna — Полліанна Уіттієр
- 1920 — Мильна піна / Suds — Аманда Аффлік
- 1921 — Маленький лорд Фаунтлерой / Little Lord Fauntleroy — Седрік Еррол/Вдова Еррол
- 1921 — З чорного ходу / Through the Back Door — Жанна Бодамер
- 1923 — Голлівуд / Hollywood — камео
- 1923 — Розіта / Rosita — Розіта
- 1924 — Дороті Вернон з Геддон Голла / Dorothy Vernon of Haddon Hall — Дороті Вернон
- 1926 — Чорний пірат / The Black Pirate — принцеса Ісобель
- 1927 — Гаучо / The Gaucho — діва Мері
- 1929 — Кокетка / Coquette — Норма Безант
- 1929 — Приборкання норовливої / The Taming of the Shrew — Каталіна
- 1933 — Секрети / Secrets — Мері Карлтон
- 1949 — Щаслива любов / Love Happy — як продюсерка

## Нагороди
- Приз «Оскар» за роль у фільмі «Кокетка». 1929 рік.
- Спеціальний приз «Оскар» за внесок у розвиток кінематографу. 1979 рік.

### англійською мовою
- Balio, Tino (1985). The American Film Industry. University of Wisconsin Press, 680 pages. ISBN 978-0-299-09873-5
- Brownlow, Kevin (1968). The Parade's Gone By... University of California Press, 577 pages, ill. ISBN 978-0-5200-3068-8
- Eyman, Scott (1991). Mary Pickford: American's Sweetheart. Random House, 352 pages. ISBN 978-0-5170-7400-8
- Feeley, Kathleen (2016). Mary Pickford Hollywood and the New Woman. Routledge, 218 pages. ISBN 978-0-8133-4805-6
- Herndon, Booton (1977). Mary Pickford and Douglas Fairbanks: The Most Popular Couple the World Has Ever Know. W. W. Norton & Company, 324 pages. ISBN 978-0-3930-7508-3
- Leavey, Peggy D. (2011). Mary Pickford: Canada's Silent Siren, America's Sweetheart. A Quest Biography. ‎Dundurn Press, 224 pages, ill. ISBN 978-1-5548-8945-7
- Lee, Raymond (1971). The films of Mary Pickford. Gazelle Book Services Ltd., 320 pages, ill. ISBN 978-0-4980-7380-9
- Walker, George A. (2020). Mary Pickford, Queen of the Silent Film Era: A Life in Stills. Porcupine's Quill, 200 pages, ill. ISBN 978-0-8898-4434-6
- Whitfield, Eileen (1997). Pickford: The Woman Who Made Hollywood. University Press of Kentucky, 488 pages. ISBN 978-0-8131-9179-9

### французькою мовою
- Sadoul, Georges. Histoire du cinéma, Paris, Ditis, 1961, 639 pages.